# Toquí del Chocó
El toquí del Chocó (Atlapetes crassus) és un ocell de la família dels passerèl·lids (Passerellidae).

## Descripció
Els adults pesen de 29,5 a 40 g i fan de 16 a 18 cm de llargada. Les parts superiors de l'adult són de color oliva a negre i les parts inferiors grogues amb un color oliva més apagat als flancs. Els costats del cap són negres amb una franja de corona groga i la gola. Els joves són de color marró fosc a la part superior i de color marró més clar a sota amb una capçada vermellosa.

## Distribució i hàbitat
El toquí del Chocó es localitza per l'oest de Colòmbia i l'Equador. És un resident durant tot l'any dels Andes occidentals de Colòmbia i l'oest de l'Equador. Habita la selva humida, el sotabosc i els límits de bosc humit i boscos secundaris. Es troba principalment de 600 a 2.300 m encara que hi ha registres dispersos d'altituds més baixes i més altes.

## Comportament i ecologia
Poc se sap sobre la dieta del toquí del Chocó. Se sap que cerca l'aliment fins a 10 m per sobre el sòl, en contrast amb molts altres toquís que principalment s'alimenten a prop del sòl. Pot cercar aliment tant sol, en parelles o com a membre d'un grup d'espècies mixtes.
També se sap poc sobre la fenologia de nidificació de l'espècie. Els observadors han informat de la construcció de nius a Colòmbia al novembre, febrer i maig; ous a l'abril; i cries al juny i juliol. Un dels nius registrats tenia la forma de copa gruixuda col·locada prop del terra i contenia un ou blanc amb taques fosques.

## Taxonomia i sistemàtica
Actualment, de les autoritats taxonòmiques més importants, només eBird/Clements no la reconeix com espècie si no com subespècie d'Atlapetes tricolor (Atlapetes tricolor crassus). Sí que la reconeixen com espècie, entre d'altres, el Handbook of the Birds of the World (HBW), IOC World Bird List v14.1 i l'ITIS.